# Liste von Persönlichkeiten der Stadt Hermannstadt

Wappen der Stadt Sibiu

Die folgende Liste enthält Personen, die in der rumänischen Stadt Sibiu (deutsch Hermannstadt, ungarisch Nagyszeben, siebenbürgisch-sächsisch Hermestatt) geboren wurden oder gestorben sind, sowie solche, die zeitweise dort gelebt und gewirkt haben. Die Liste erhebt keinen Anspruch auf Vollständigkeit.

## In Hermannstadt geborene Persönlichkeiten

### Bis 1820

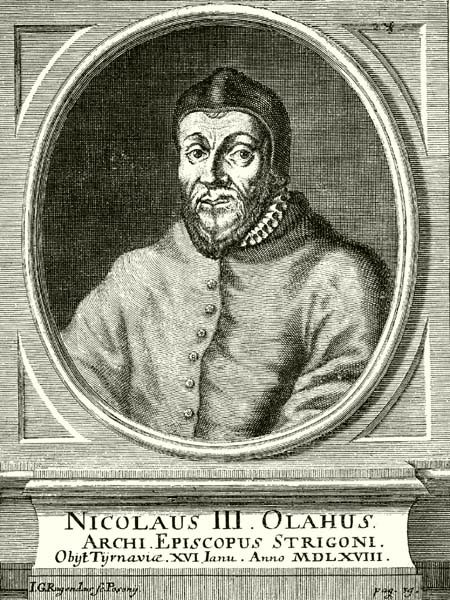
Miklós Oláh

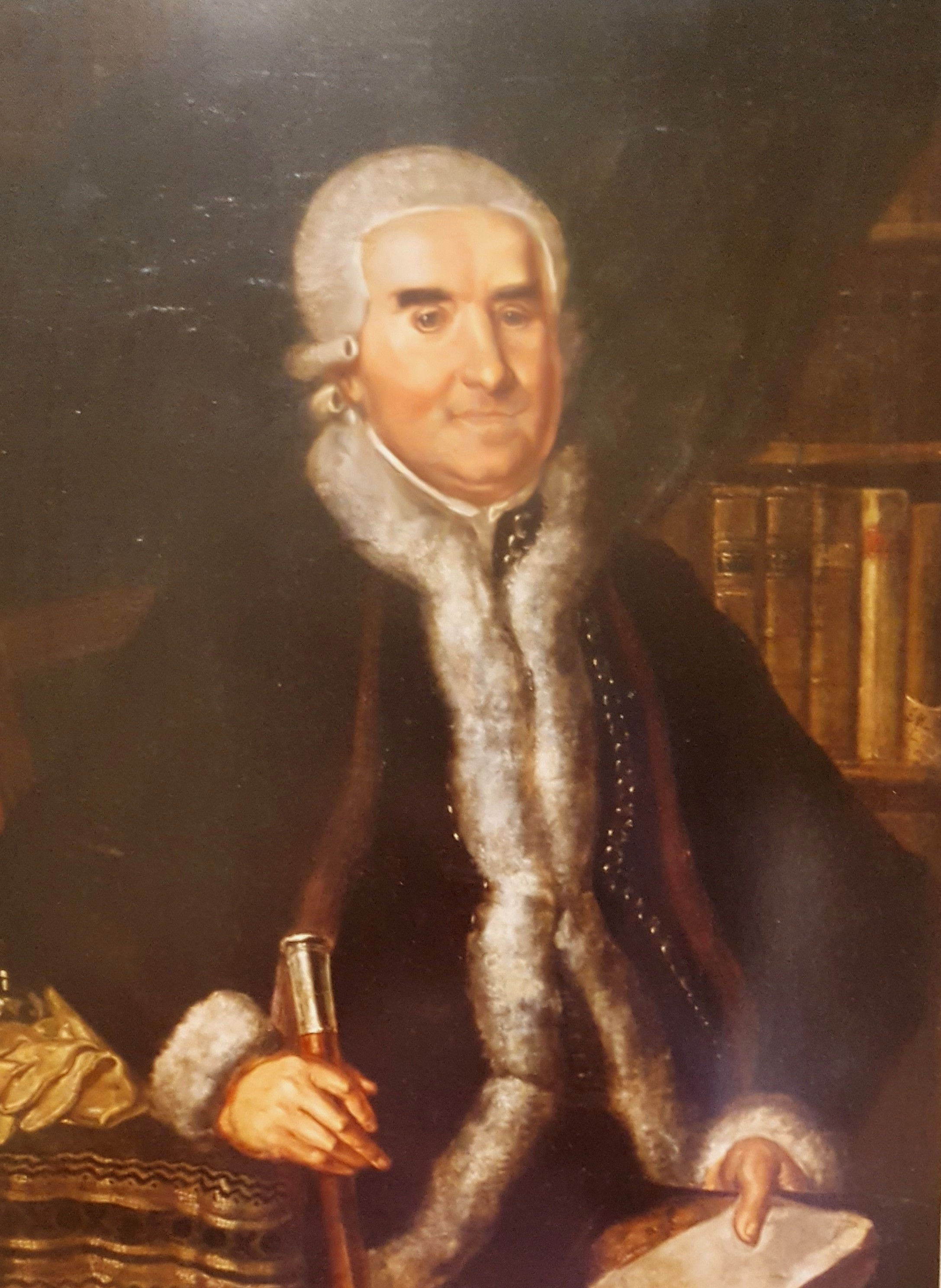
Jakob Aurelius Müller

- Thomas Trautenberger (1396–1447), Bürgermeister, Königsrichter und „Freiheitsheld“
- Leonhardus von Hermannstadt (um 1400), Glockengießer, Künstler und Bildhauer. Er ist der Schöpfer von insgesamt acht historischen Taufbecken, die noch in Mediasch, Schäßburg, Schaas, Henndorf, Denndorf und Kleinschelken stehen.
- Martin Siebenbürger (1475–1522), Bürgermeister von Wien
- Miklós Oláh (auch Nicolaus Oláh oder Nikolaus Olahus, 1493–1568), ungarischer Erzbischof, Schriftsteller, Politiker und Theologe
- Johannes Lutsch (1607–1661), siebenbürgischer Politiker, Graf der sächsischen Ständenation in Siebenbürgen
- Georgius Krauss (1607–1679), Notar und Geschichtsschreiber.[1]
- Michael Gottlieb Agnethler (1719–1752), Archäologe und Botaniker
- Ferdinand Graf Tige (1719–1811), österreichischer General der Kavallerie und Hofkriegsratspräsident
- Johann Seivert (1735–1785), Historiker und Dichter
- Johann Friedrich von Rosenfeld (1739–1809), Verwaltungsbeamter, Bürgermeister von Hermannstadt
- Jakob Aurelius Müller (1741–1806), siebenbürgischer Bischof
- Eleonore Schikaneder (1751–1821), Schauspielerin, Sängerin und Theaterdirektorin
- Michael Hißmann (1752–1784), Philosoph
- Daniel Joseph Leonhard (1786–1853), Naturforscher, Geograph, Schulmann, Pfarrer (in Hermannstadt geboren, in Broos gestorben)[2]
- Karl Ludwig von Rosenfeld (1804–1869), siebenbürgisch-österreichischer Staatsmann
- Johann Michaelis (1813–1877), Pädagoge und lutherischer Pfarrer
- Michael Fuß (1814–1883), evangelischer Geistlicher und Botaniker
- Ludwig Reissenberger (1819–1895), Meteorologe, Kunsthistoriker und Pädagoge
- Franz Müller von Reichenstein (1819–1880), Beamter und Politiker
- Eugen von Friedenfels (1819–1885), Verwaltungsbeamter und Historiker

### 1821 bis 1900

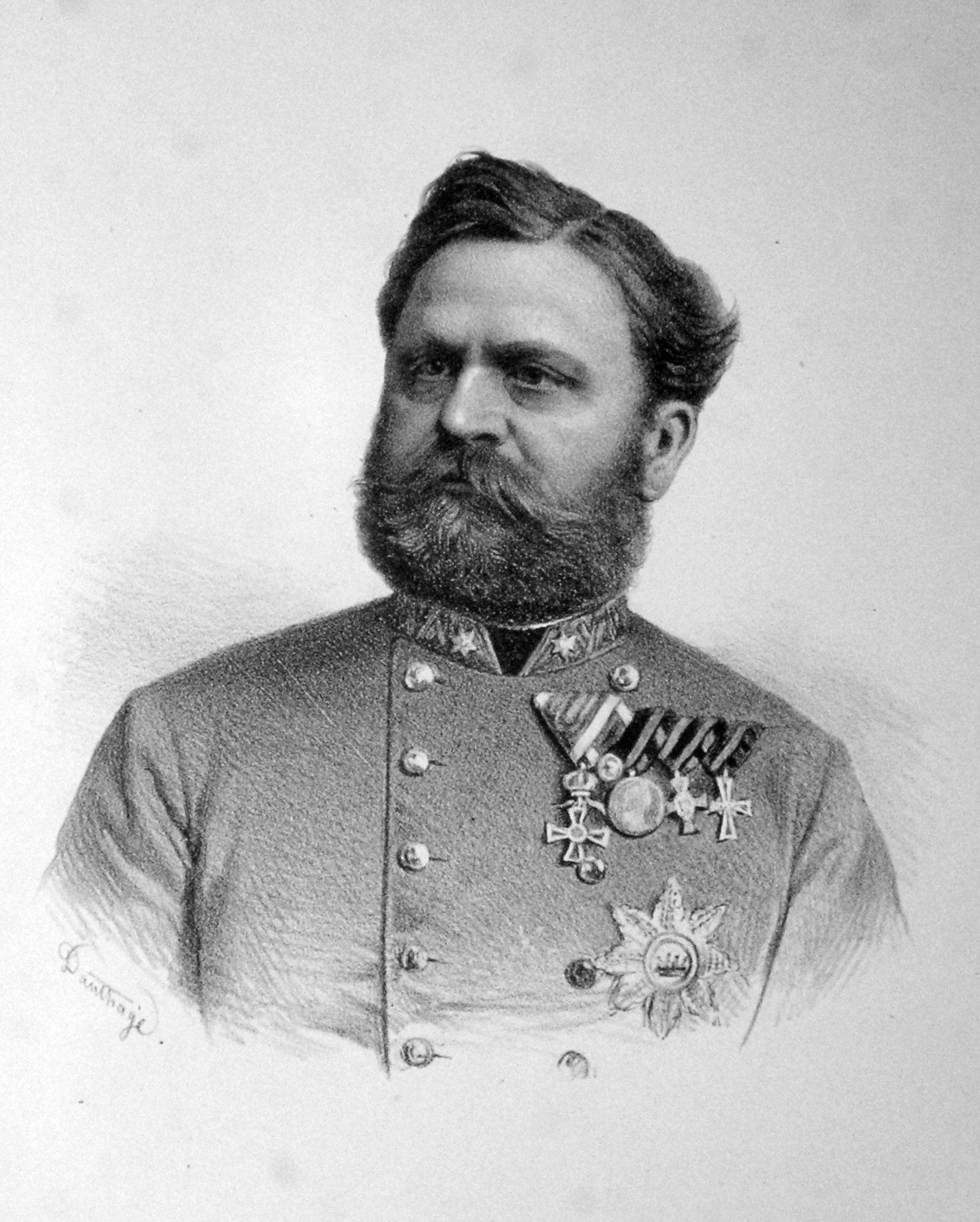
Julius von Horst (um 1857)

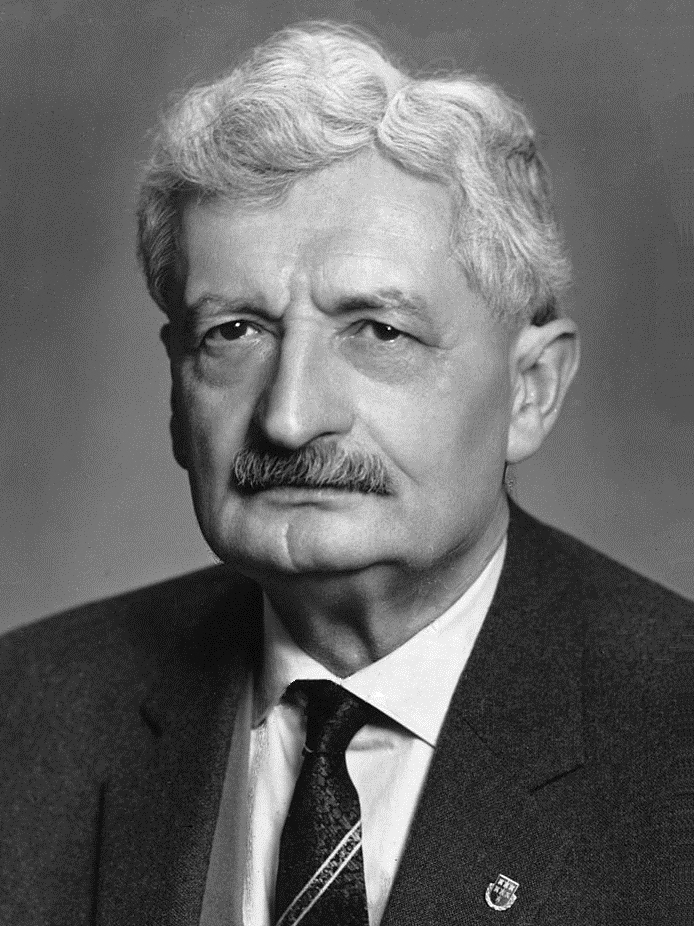
Hermann Oberth

- Friedrich Schuler von Libloy (1827–1900), Rechtshistoriker der Siebenbürger Sachsen, Rektor der Franz-Josephs-Universität
- Julius von Horst (1830–1904), österreichischer Generalmajor und Politiker
- Friedrich Setz (1837–1907), österreichischer Architekt
- Leopold Pfaff (1837–1914), österreichischer Jurist
- Károly Koller (1838–1889), österreichisch-ungarischer Fotograf
- Béla Cserni (1842–1916), österreichisch-ungarischer Archäologe, Lehrer, Museumsleiter und Botaniker
- Johann Ernst Hintz (1845–1920), siebenbürgischer Politiker, Abgeordneter im Ungarischen Reichstag
- Franz Zimmermann (1850–1935), siebenbürgisch-sächsischer Archivar, Historiker und Politiker
- Max Vogrich (1852–1916), Pianist und Komponist
- Emil Sigerus (1854–1947), Volkskundler und Stadthistoriker
- Arthur Arz von Straußenburg (1857–1935), Generalstabschef der k.u.k. Armee
- Alfred Rohm von Hermannstädten (1858–1925), österreichisch-ungarischer General
- Hermann Kusmanek von Burgneustädten (1860–1934), Generaloberst der k.u.k. Armee
- Károly Soós (1869–1953), ungarischer General der Infanterie und Verteidigungsminister
- Arthur Coulin (1869–1912), Maler und Grafiker
- Heinz Birthelmer (1884–1940), Generaldirektor der Eisenstädter Elektrizitäts AG und Politiker (NSDAP) sowie NSDAP-Gauwirtschaftsberater
- Otto Krappan (1886–1942), Fußballspieler und -trainer
- Hermann Oberth (1894–1989), Physiker und Raketenpionier
- Guido Gündisch (1884–1952), Reichstagsabgeordneter der Siebenbürger Sachsen
- Otto Czekelius (1895–1974), Architekt, Bauingenieur
- Norbert von Hannenheim (1898–1945), Komponist
- Erwin Wittstock (1899–1962), Schriftsteller

### 1901 bis 1920
- Gustav Haner (1904–1991), Schauspieler
- Miklós Borsos (1906–1990), Bildhauer und Medailleur[3]
- Günter Fronius (1907–2015), Erfinder und Unternehmer, zuletzt der älteste lebende österreichische Mann
- Richard Kepp (1912–1984), Gynäkologe und Geburtshelfer, Professor und von 1965 bis 1966 Rektor der Justus-Liebig-Universität Gießen
- Norbert Petri (1912–1978), Musikwissenschaftler und Komponist
- Kurt Horedt (1914–1991), Prähistoriker
- Hellmut Klima (1915–1990), Historiker, evangelischer Pfarrer und Lehrer
- Claudius Coulin (1917–1992), deutscher Architekt, Leiter des Hochschulbauamtes Stuttgart-Hohenheim

### 1920 bis 1950

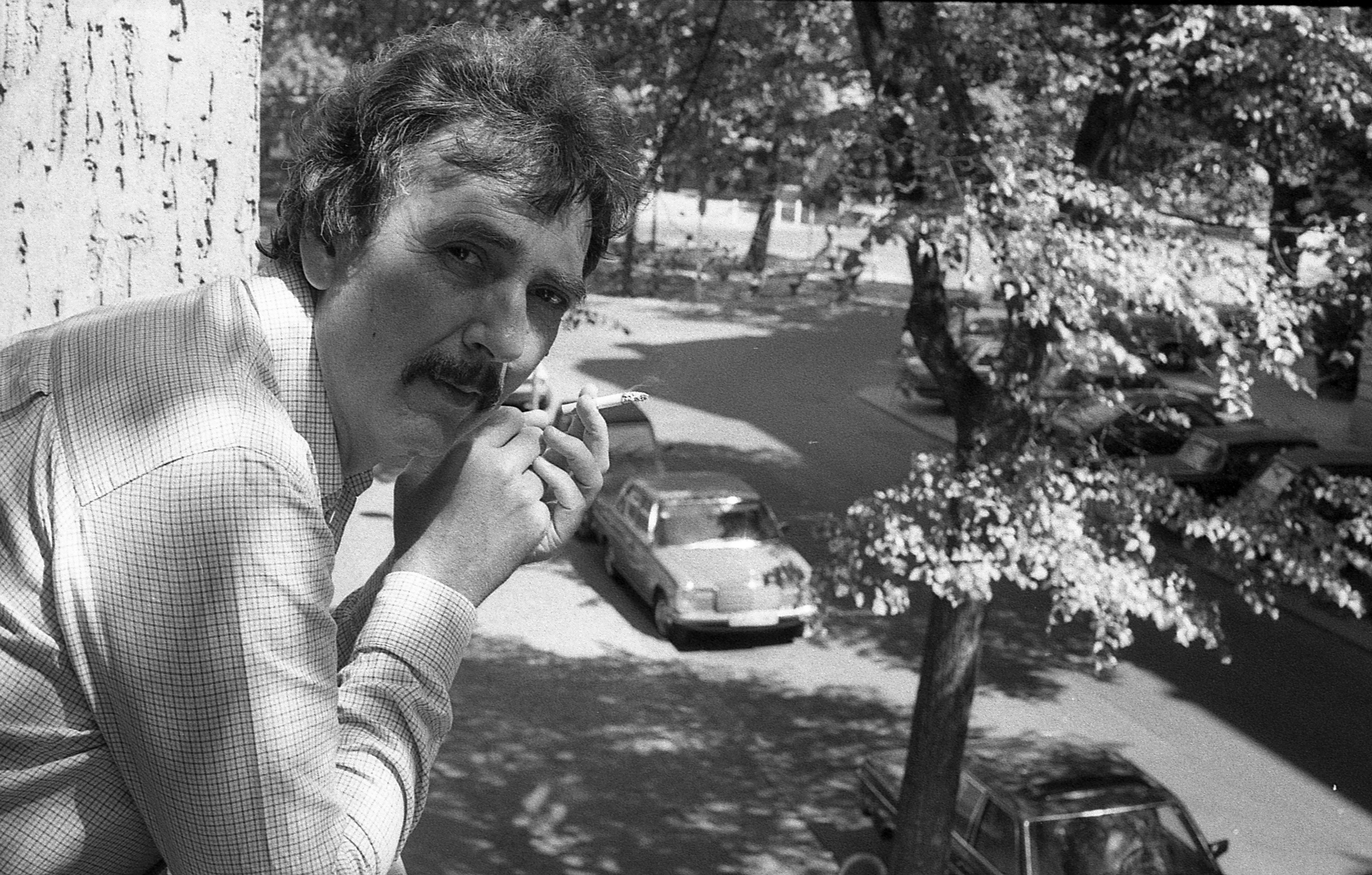
Oskar Pastior (1975)

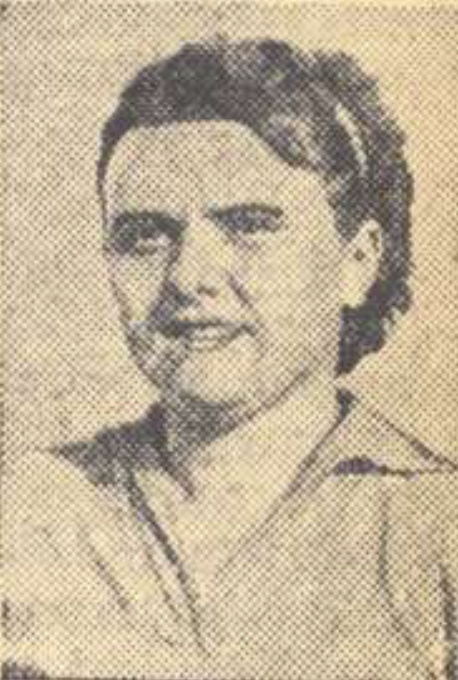
Magda Draser-Haberpursch

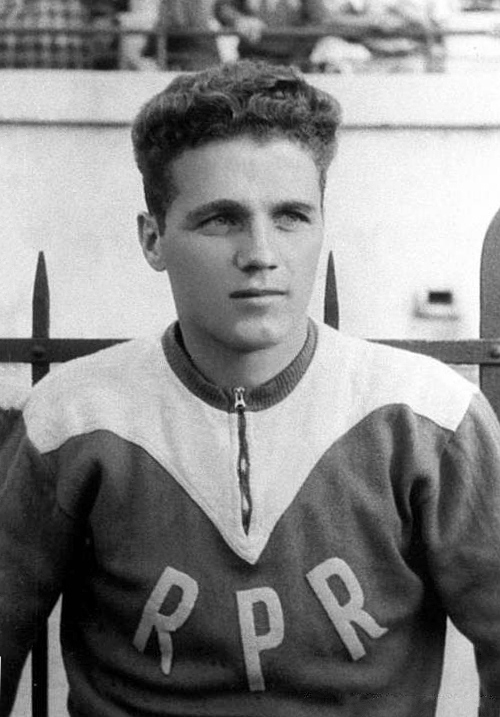
Nicolae Tătaru (1955)

- Roland Phleps (1924–2020), Bildhauer, Neurologe und Psychiater
- Herbert Arz von Straussenburg (1926–2018), Diplomat
- Alexandru Apolzan (1927–1982), Fußballspieler
- Helmut Plattner (1927–2012), Organist
- Oskar Pastior (1927–2006), Schriftsteller
- Hanns Schuschnig (1927–2014), Theaterregisseur, Übersetzer und Schauspieler
- Claus Voss (1929–2015), Sanitätsoffizier, Inspekteur des Sanitätsdienstes
- Ricarda Terschak (1929–2012), Schriftstellerin
- Magda Draser-Haberpursch (1930–2016), Handballspielerin
- Juliana Fabritius-Dancu (1930–1986), Malerin, Volkskundlerin und Kunsthistorikerin
- Maria Luise Roth-Höppner (* 1930), rumäniendeutsche Astronomin, Buchverlegerin und Zeitzeugin politischer Verfolgung in der Sozialistischen Republik Rumänien
- Paul Schuster (1930–2004), Schriftsteller
- Nicolae Tătaru (1931–2001), Fußballspieler und -trainer
- Harry H. Binder (* 1934), Physiker, Chemiker und Autor
- Klaus Wolff (1935–2019), Dermatologe
- Ilie Greavu (1937–2007), Fußballspieler
- Christoph Michael Klein (* 1937), Theologe, Bischof der Evangelischen Kirche in Rumänien
- Paul Niedermaier (* 1937), Architekt, Stadthistoriker, Hochschullehrer und Politiker[4]
- Sieglinde Bottesch (* 1938), Malerin, Grafikerin und Objektkünstlerin
- Dieter Acker (1940–2006), Komponist und Musikwissenschaftler
- Hans Klein (* 1940), evangelisch-lutherischer Theologe, Hochschullehrer und Politiker
- Götz Teutsch (* 1941), Cellist in Bukarest und Berlin
- Ditmar Plesch (* 1942), Dipl. Ing. Freier Architekt
- Brigitte Stephani (* 1942), Volkskundlerin, Kunstkritikerin, Publizistin, Übersetzerin
- Radu Vasile (1942–2013), Politiker (PNȚ-CD)
- Iancu Dumitrescu (* 1944), Komponist
- Franz Hodjak (1944–2025), Schriftsteller
- Ortwin-Wolfgang Schmidt (* 1944), Handballspieler (13 Länderspiele für Rumänien)[5]
- Horea Crishan (* 1945), Panflötist
- Andrei Codrescu (* 1946), Schriftsteller
- Peter Motzan (* 1946), Literaturkritiker und Übersetzer
- Viorel Hizo (* 1947), Fußballtrainer
- Konrad Gündisch (* 1948), Historiker

### 1951 bis 1980
- Emil Hurezeanu (* 1955), Journalist
- Klaus Voik (* 1957), Handballspieler
- Mathias Beer (* 1957), Historiker

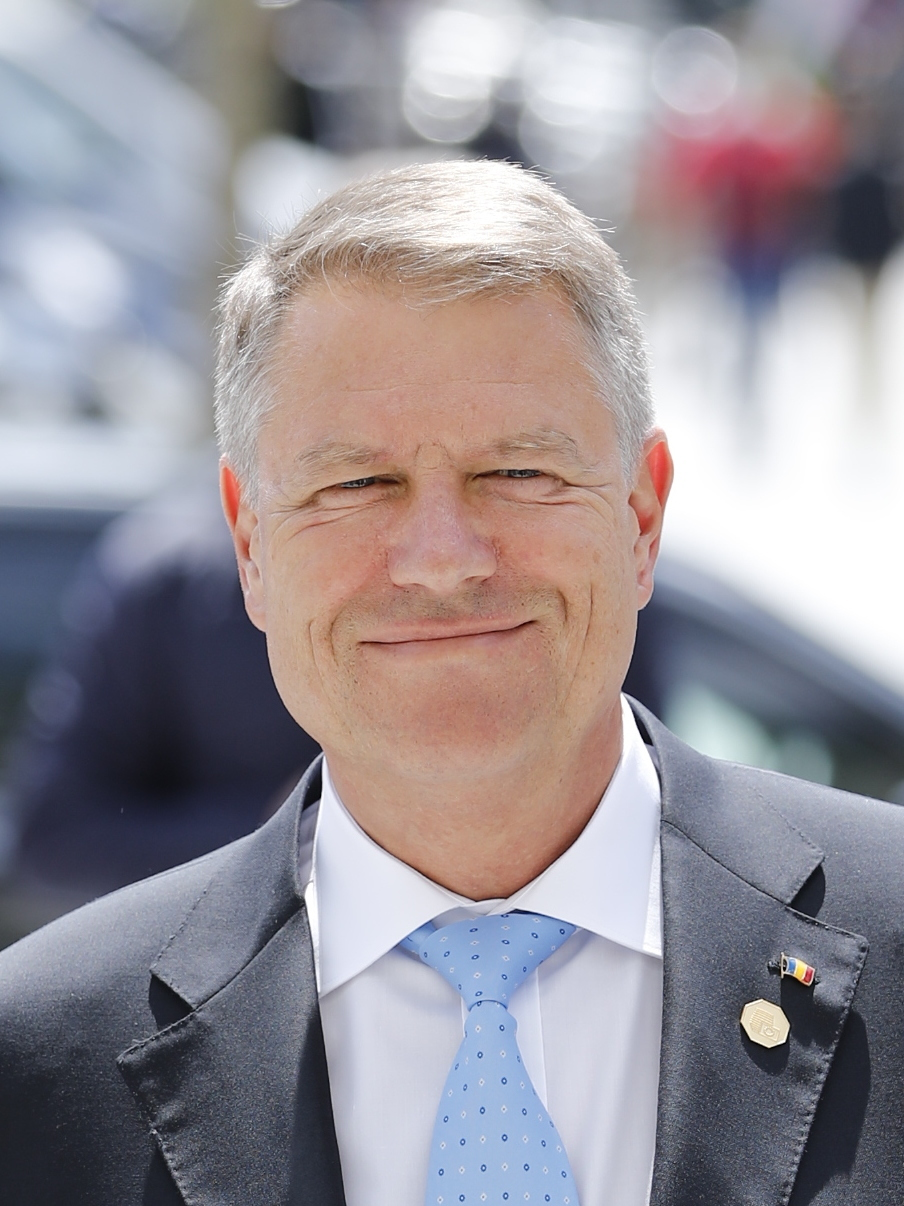
Klaus Johannis (2019)

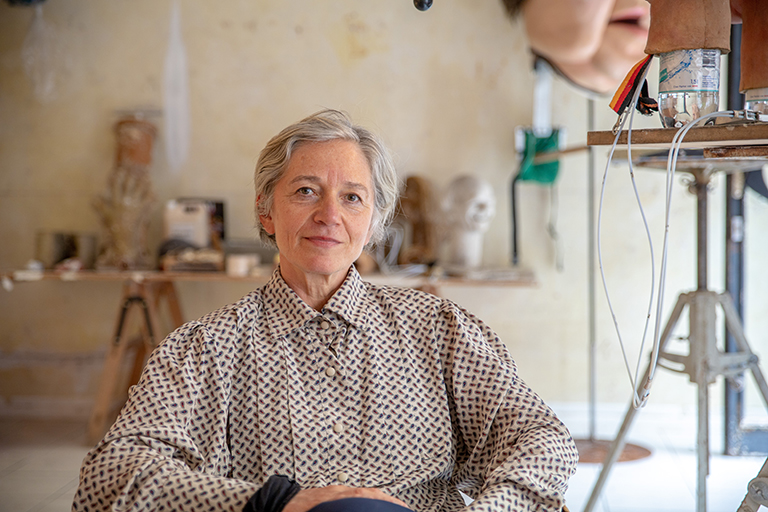
Ute Krafft (2020)

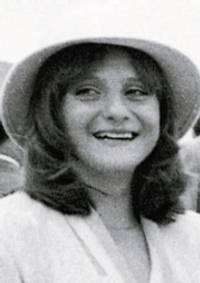
Mihaela Stănuleț (1980er-Jahre)

- Ruth Fabritius (* 1959), Kunsthistorikerin
- Klaus Johannis (* 1959), Politiker, Präsident Rumäniens
- Carmen Bunaciu (* 1961), Schwimmerin
- Steve Holmes (* 1961), Pornodarsteller
- Marilena Neacșu (* 1961), Kunstturnerin
- Dan Perjovschi (* 1961), Künstler
- Wolfgang Rehner (* 1962), lutherischer Superintendent der Steiermark
- Thomas Haydn (* 1963), deutscher Schauspieler
- Ute Krafft (* 1963), Künstlerin
- Melitta Rühn (* 1965), Kunstturnerin
- Miron Schmückle (* 1966), deutsch-rumänischer Künstler, Bühnenbildner und Kulturwissenschaftler
- Marius Gherman (* 1967), Kunstturner
- Mihaela Stănuleț (* 1967), Kunstturnerin, Olympiasiegerin
- Dietmar Daichendt (* 1967), Arzt
- Maria Schuster (* 1968), Schauspielerin und Musikerin
- Dietmar Müller (* 1969), deutsch-rumänischer Historiker
- Mihaela Fera (* 1970), Skirennläuferin
- Franziska Schlattner (* 1971), Schauspielerin
- Florin Cotora (* 1972), Fußballspieler
- Radu Niculescu (* 1975), Fußballspieler
- Jens Scheiner (* 1976), Islamwissenschaftler
- Iris Wolff (* 1977), Schriftstellerin
- Claudia Presăcan (* 1979), Kunstturnerin, Olympiasiegerin
- Daniela Cârlan (* 1980), Leichtathletin

### Ab 1981
- Elvin Dandel (* 1981), deutscher Schauspieler, Filmkomponist, Sänger, Musiker und Moderator
- Petruța Küpper (* 1981), Panflötistin
- Kalle Zeier (* 1983), Fusionmusiker
- Alexandru Barbu (* 1987), Skirennfahrer
- Alexandru Curtean (* 1987), Fußballspieler
- Markus Krauss (* 1987), Fußballspieler und Trainer
- Ronny Philp (* 1989), Fußballspieler
- Steliana Nistor (* 1989), Kunstturnerin
- Alexandra Ianculescu (* 1991), kanadisch-rumänische Eisschnellläuferin und Radsportlerin
- Victor Vlad Cornea (* 1993), Tennisspieler
- Irina Schönberger (* 1994), deutsche Boxerin

## In Hermannstadt verstorbene Persönlichkeiten

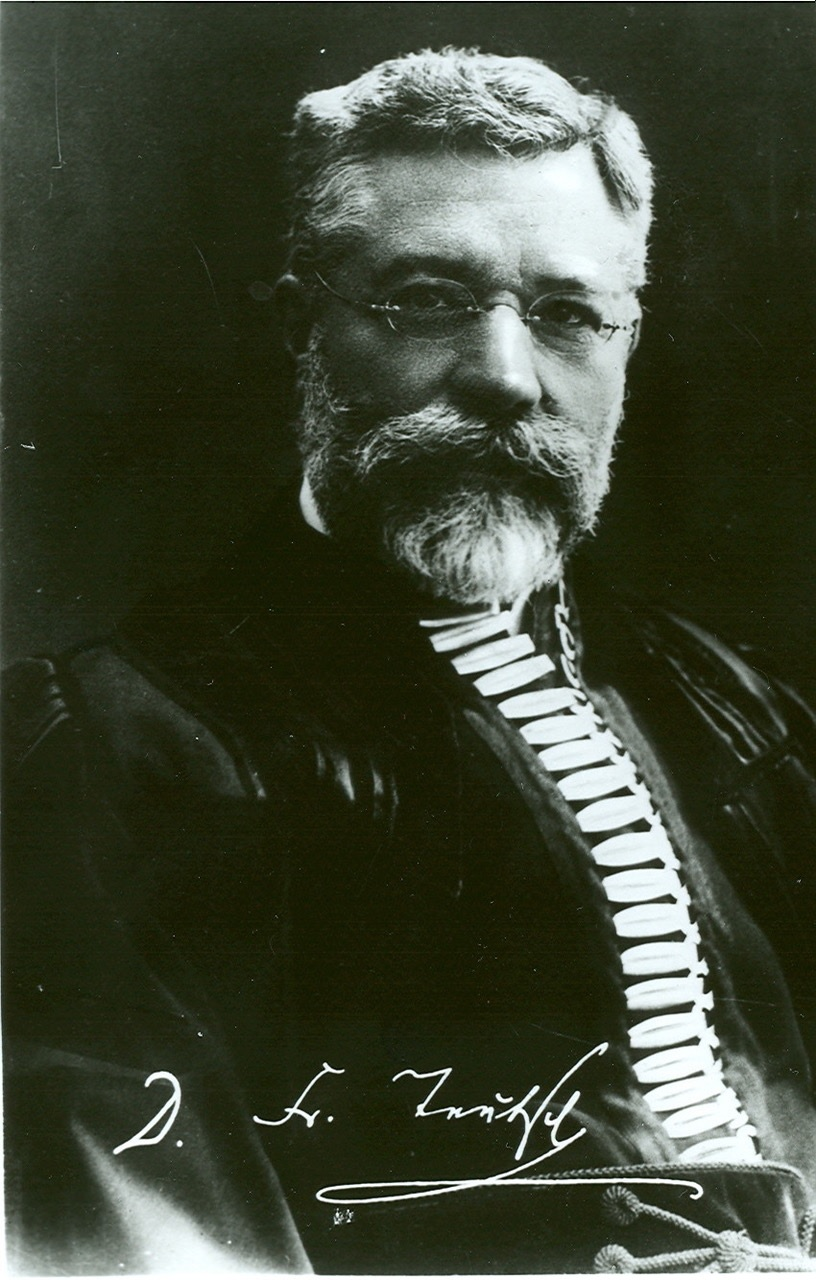
Friedrich Teutsch (etwa 1910)

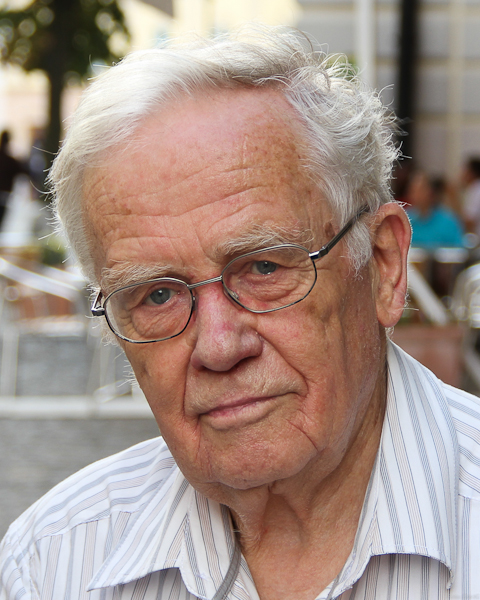
Paul Philippi (2012)

- Conrad Haas († 1576), Militärtechniker und Raketenpionier
- Johann Sachs von Harteneck († 1703), Graf der sächsischen Nation in Siebenbürgen[6]
- Otto Ferdinand von Abensperg und Traun († 1748), habsburgischer Generalfeldmarschall
- Michael von Brukenthal († 1773), siebenbürgischer Politiker, Königlicher Notar, Stuhl- und Königsrichter, Oberkapitän des Fogarascher Distrikts
- Johannes Hahn († 1783), Orgelbauer
- Samuel von Brukenthal († 1803), Gubernator von Siebenbürgen
- Theodor Glatz († 1871), Maler und Fotograf
- Andrei Șaguna († 1873), rumänisch-orthodoxer Kirchenfürst und Gelehrter
- Georg Daniel Teutsch († 1893), von 1867 bis 1893 Bischof der Evangelischen Kirche A. B.
- Friedrich Krasser († 1893), Mediziner und Schriftsteller
- Gustav Adolph Conrad († 1903), Forstwissenschaftler, Natur- und Heimatkundler
- Carl Wolff († 1929), Volkswirt, Journalist und Politiker
- Karl Johann Stephani († 1930), Agrarwissenschaftler, Buchautor, Publizist
- Friedrich Teutsch († 1933), ab 1903 Stadtpfarrer in Hermannstadt, Bischof der Siebenbürger Sachsen
- Albert Klein († 1990), Gymnasiallehrer, Pfarrer in Siebenbürgen, Bischof der Evangelischen Kirche Augsburgischen Bekenntnisses in Rumänien („Sachsenbischof“).
- Paul Philippi († 2018), Theologe und Politiker (DFDR)
- Hermann Pitters († 2023), Kirchenhistoriker
- Rouxantra Ntoumitreskou († 2024), griechisch-rumänische Volleyballspielerin.

## Persönlichkeiten die mit Hermannstadt in Verbindung stehen

### Mit Hermannstadt verbunden

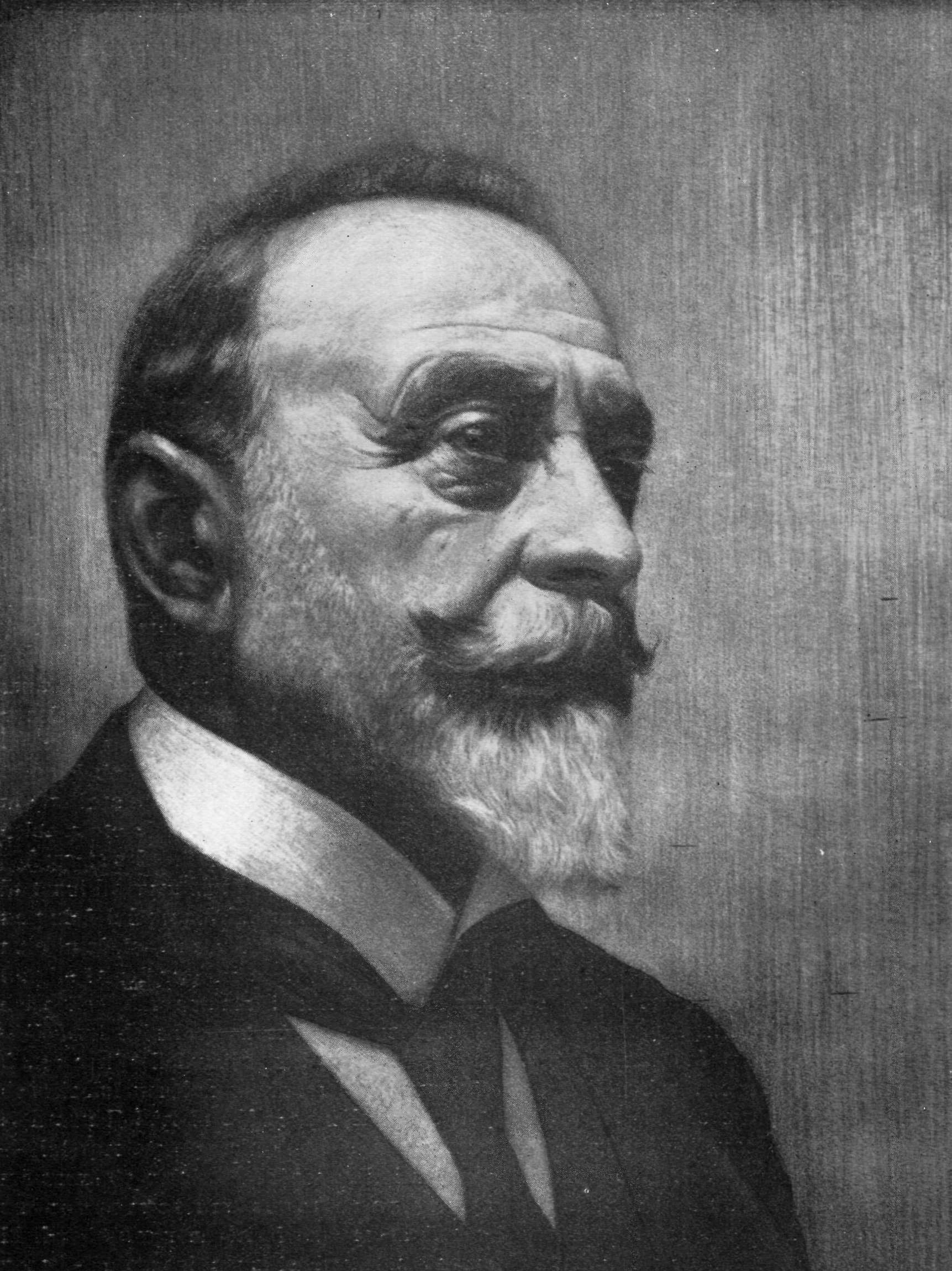
George Dima (1913)

- Thomas Trautenberger (* um 1390), 1423 Vizemagister und 1432–1442 Bürgermeister der Stadt und besonnener Kriegsherr gegen die Türken 1442
- Gabriel Reilich (um 1630–1694), Orgelbauer
- Gabriel Reilich (1643–1677), Komponist und Organist
- Gheorghe Lazăr (1779–1823), Pädagoge, studierte und unterrichtete zeitweise in Hermannstadt
- Josef von Ringelsheim (1820–1893), Militärkommandant von Hermannstadt
- Ján Levoslav Bella (1843–1936), slowakischer Komponist, von 1881 bis 1921 Stadtkantor und Dirigent in Hermannstadt
- Gheorghe Dima (1847–1925), Komponist, nach 1881 Dirigent des rumänischen Musikvereins in Hermannstadt
- Dumitru Stăniloae (1903–1993), Orthodoxer Theologe
- Emil Cioran (1911–1995), rumänisch-französischer Philosoph und Schriftsteller
- Wolf von Aichelburg (1912–1994), Schriftsteller
- Gavril Dejeu (* 1932), Politiker und Rechtsanwalt[7]
- Dan Dănilă (* 1954), Dichter und Maler
- Florin Cioabă (1954–2013), Vertreter der Volksgruppe der Roma
- Jenny Rasche (* 1983), Sozialaktivistin, lebt und arbeitet in Hermannstadt

### Ehrenbürger (Auswahl)

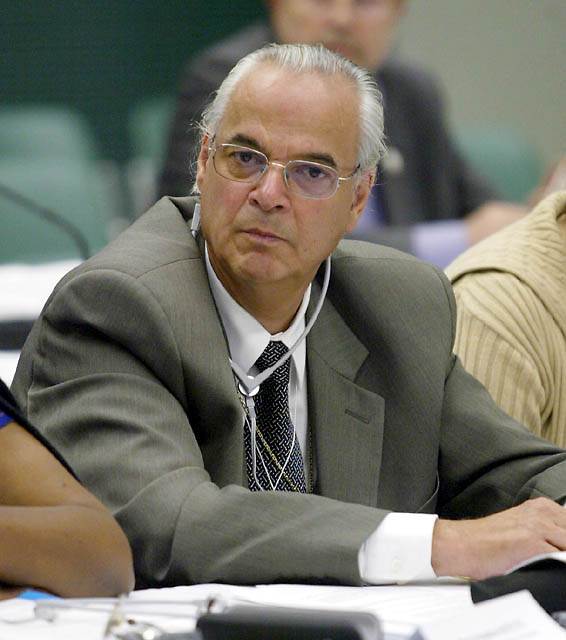
Christoph Klein (2003)

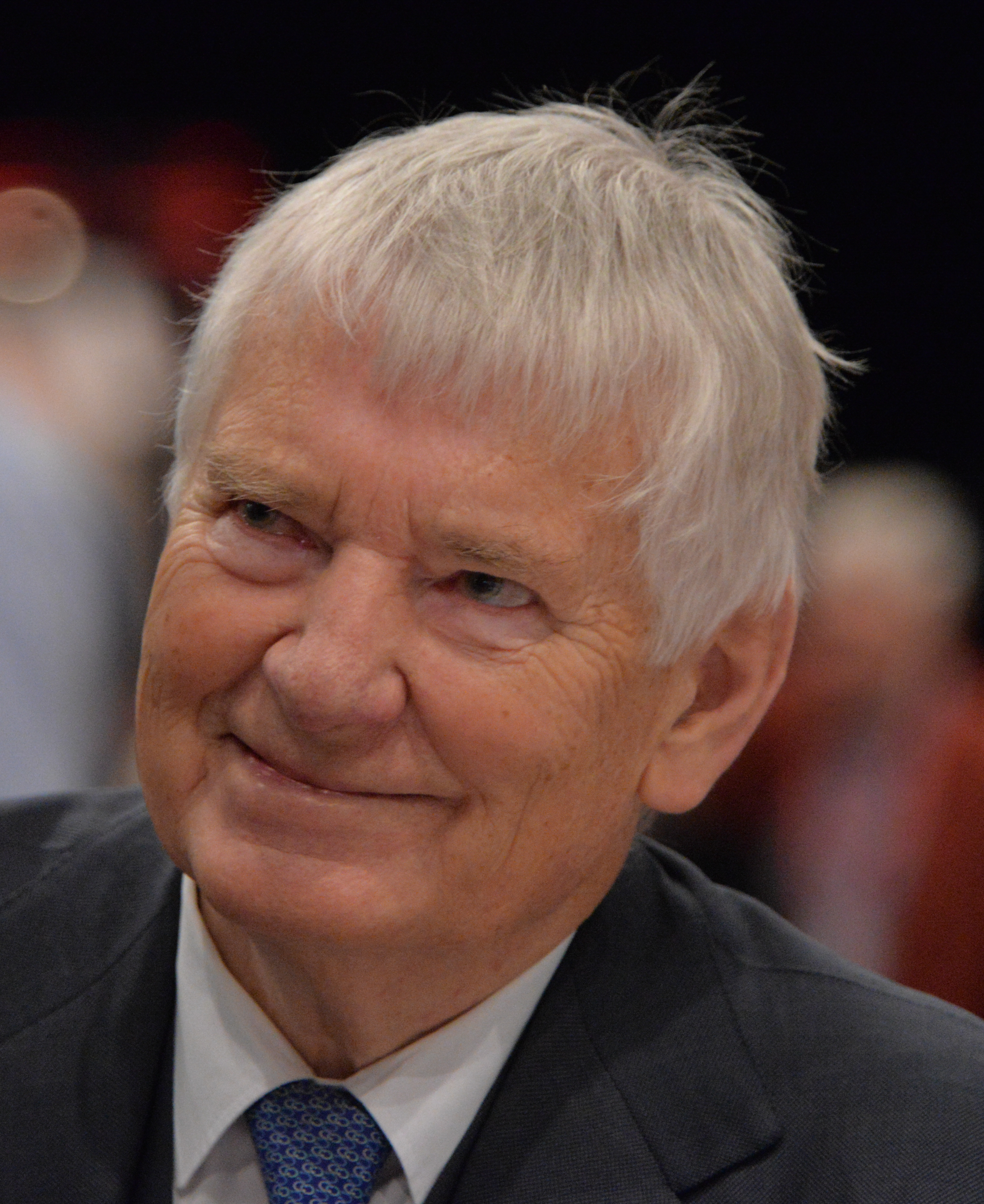
Otto Schily (2015)

- Nicolae Iorga (1871–1940), Historiker, Schriftsteller und Politiker
- Ștefan Augustin Doinaș (1922–2002), Schriftsteller[8]
- Paul Philippi (1923–2018), Theologe und ehem. Vorsitzender des DFDR
- Otto Schily (* 1932), ehemaliger deutscher Bundesinnenminister (SPD)
- Alois Mock (1934–2017), ehemaliger österreichischer Außenminister (ÖVP)
- Christoph Klein (* 1937), emeritierter Bischof der evangelischen Landeskirche A. B. in Rumänien
- Paul Niedermaier (* 1937), Architekt, Stadthistoriker, Hochschullehrer und Politiker, Mitglied der Rumän. Akademie d. Wissenschaften
- Emil Constantinescu (* 1939), ehemaliger Staatspräsident (PNȚ-CD)
- Andrei Marga (* 1946), ehemaliger Bildungsminister (PNȚ-CD)
- Emil Hurezeanu (* 1955), Journalist